# Juan Miguel de Agurto y Álava
Juan Miguel de Agurto y Álava (Soria, 23 de mayo de 1630 - Madrid, 1685), fue un abogado español que de 1681 a 1683 fue presidente interino de la Real Audiencia de Guatemala.

## Datos familiares y estudios
Fue hijo de Antonio de Agurto  y  Álava (1610-1680) y Catalina  de  Salcedo  y  Medrano (1609-1689). No contrajo matrimonio, pero en México tuvo una hija llamada Isabel de Agurto y Toledo.
Pasó su infancia en Vitoria, lugar de origen de su padre. En su adolescencia fue paje real. Estudió Leyes en la Universidad de Salamanca y se graduó como licenciado en Sagrados Cánones el 5 de mayo de 1650. Fue profesor del Colegio Mayor del Arzobispado de Salamanca y de 1656 a 1658 fue lector del Libro I de las Instituciones de Justiniano en la misma Universidad.

## Carrera judicial
En 1660 fue nombrado alcalde interino del Crimen de la Real Audiencia de México, cargo para el que se le nombró en propiedad en 1662. En este último año recibió el hábito de caballero de la Orden de Alcántara. El 12 de enero de 1670 fue nombrado oidor de la Audiencia y en 1672 se le encargó investigar los excesos y fraudes cometidos por oficiales reales en Veracruz.
De 1673 hasta el 27 de mayo de 1678 fue presidente interino de la Real Audiencia de Guadalajara.

## Presidente interino de la Real Audiencia de Guatemala
El 13 de  diciembre de 1680, el virrey de Nueva España don Tomás de la Cerda y Aragón, marqués de la Laguna, le comunicó que había sido nombrado como presidente interino de la Real Audiencia de Guatemala. Esperaba ser nombrado en propiedad, pero mientras preparaba su viaje a Santiago de Guatemala llegó a México la noticia de que se había nombrado como tal a don Enrique Enríquez de Guzmán y no le quedó más que partir hacia su destino a sabiendas de que pronto llegaría su sucesor. 
Tomó posesión de su cargo el 23 de diciembre de 1681, oportunidad en que su antecesor Lope de Sierra Osorio y los oidores de la Audiencia le trataron de modo bastante descortés. En esos momentos se encontraba en Santiago de Guatemala el expresidente don Fernando Francisco de Escobedo, por lo que por única vez en la historia del reino estuvieron tres presidentes juntos. El licenciado Agurto y Álava continuó el juicio de residencia de Escobedo, que había sido excesivamente prolongado por Sierra Osorio. El resultado del juicio fue favorable a Escobedo, y Agurto y Álava lo elogió en una carta al rey Carlos II.
Mediante real cédula del 26 de marzo de 1681 la Corona recomendó hacer alguna merced a Juan de Peralta y Cisneros, y el 9 de mayo de 1682 Agurto y Álava creó el corregimiento de Petapa y Amatitlán y nombró a Peralta como su primer titular, pero fueron tales los abusos que cometió, que en 1683 fue destituido y se suprimió el corregimiento.
De conformidad con una real cédula de Carlos II que había dispuesto crear en Costa Rica una compañía pagada de cien soldados y fortificar la costa caribeña costarricense, y cuyo cumplimiento había sido suspendido por Sierra Osorio, dispuso el envío de la compañía a esa provincia y pidió al gobernador de Costa Rica Miguel Gómez de Lara y Brocal y al exgobernador Juan Francisco Sáenz Vázquez de Quintanilla viajar a dicha costa e informar acerca de los lugares más a propósito para fortificar. Ambos cumplieron con el encargo, pero la fortificación no se llevó a cabo. 
Tuvo varios roces con el Ayuntamiento de Guatemala por cuestiones de protocolo y ceremonial. 
El 25 de setiembre de 1682 el Consejo de Indias lo autorizó a regresar a España, una vez que entregara el cargo a su sucesor. Sin embargo, Enríquez de Guzmán no llegó a Santiago de Guatemala sino hasta el 14 de diciembre de 1683, fecha en que Agurto le entregó la presidencia.

## Años posteriores
Ocho días después de entregar el mando a su sucesor, y encontrándose enfermo y achacoso, emprendió el regreso a la Ciudad de México. El 1 de noviembre de 1684 escribió desde allí a su amigo Francisco de Salazar, secretario del Consejo de Indias: "... desde Guatemala a aquí se me repiten sus favores y noticias de v. m. de donde salí a los ocho días de que tomó posesión mi succesor, con ánimo y resolución de pasar a  España en el tornaviaje destos navíos, mas las consideraziones de ser un viaje tan irregular, arriesgado de tiempos enemigos para la nazión y otros aczidente s que se batizinan por el atropellamiento a parecido temeraria resolución con que lo e suspendido con que no me llama cosa fixa en España a cabo de 22 años de indiano, solo en el nombre, de que puede entender v. m. que también me quedo mortificado considerando que pareze no ser a propósito para otra parte que México [...] quando mi ambición y desinterés no a pasado a otro fin que salir de las Indias con un poco de aire, al retiro de Vitoria y no con  una licencia tan seca que no merezco los gajes de un año desta plaza que sin hipocresía puede v. m. entender no es mecánica sino es necesidad porque de los puestos e querido más un ápize de crédito de  limpieza que grandes utilidades [...] si hubiera sido sargento del de Flandes me allaría más adelantado que en mi línea, quebrantado con achaques con años y artos desengaños, sin haver tomado estado y abenturado la sucesión de mi casa que es pobre (pero honrrada) con sus paredes viejas."
A fines de 1684 emprendió el regreso a España y en 1685 fue nombrado oidor de la Real Audiencia de Granada, pero no llegó a tomar posesión, porque falleció en Madrid en octubre de 1685. Fue sepultado en el convento de Santo Tomás. En 1686, sus parientes trasladaron sus restos a la capilla familiar de San Lorenzo en la parroquia de San Vicente de Vitoria.